# Махмуд ибн Мухаммад
Махмуд II ибн Мухаммад (перс. محمود دوم سلجوقی‎; 1105 — 1131) — сельджукский султан Ирака, вошедший на престол в 1118 году после смерти своего отца Мухаммада I. В то время Махмуду было четырнадцать лет. Правил Ираком и Персией.

## Биография
В начале правления Махмуда его вассал какуид Гаршасп II, который был зятем его отца Мухаммада I, попал в опалу; клевета о нём распространилась по двору. Махмуд отправил военные силы в Йезд, где Гаршасп был арестован и заключён в тюрьму в Джибале, а Йезд был предоставлен его виночерпию. Гаршасп, однако, сбежал и вернулся в Йезд, где он попросил защиты у соперника Махмуда, Ахмада Санджара (жена Гаршаспа была сестрой Ахмада). Гаршасп призвал Ахмада оккупировать владения Махмуда. Ахмад согласился и в 1119 году отправился с армией на запад, где он вместе с «пятью царями» победил Махмуда в Саве. Среди царей, которые помогли Ахмаду во время боя был сам Гаршасп, эмир из Систана и Хорезм-Шах, а также двое других безымянных царей. После победы, Ахмад восстановил владения Гаршаспа.
Ахмад проследовал до Багдада, после чего Махмуд женился на одной из дочерей Санжара, сделал наследником своего дядю, и был вынужден отдать стратегические территории в Северной Персии.
Молодой брат Махмуда — Масуд восстал против него в 1120 году, но гражданская война закончилась в следующем году из-за вмешательства атабека Мосула Ак-Сункура аль-Бурзуки, а Масуд был помилован. В 1127 году он назначил Ануширвана ибн Халида визирем, но на следующий год уволил его. В 1129 году Махмуд официально признал власть Зенги, который поддерживал его восстание против халифа Багдада аль-Мустаршида в Сирии и Северном Ираке.
Махмуд умер в 1131 году в возрасте 26 лет. За его смертью последовала гражданская война между его сыном Даудом, племянником Масудом и атабеком Тогрулом II.